# Pentadiplandra brazzeana
Pentadiplandra brazzeana je druh neobvyklé tropické rostliny, která má dužinu plodů mnohokrát sladší než cukr. Je z jednodruhového rodu Pentadiplandra z monotypické čeledě Pentadiplandraceae.

## Zařazení
Rod Pentadiplandra byl dříve řazen do čeledě kaparovitých. Podrobným anatomickým studiem květů bylo zjištěno, že tento rod patří ke klíčovým v evoluci řádu brukvotvarých, náleží k těm nejpůvodnějším. Byla pro něj vytvořena samostatná čeleď Pentadiplandraceae. Je nejblíže příbuzný s rodem Tovaria ze Střední a Jižní Ameriky.

## Výskyt
Rostlina se samovolně vyskytuje na hranicích tropických pralesů a savan, jakož i na březích řek. Druhotně se rozšířila do blízkosti lidských obydlí. Nachází se většinou jednotlivě, neroste ve skupinách. Její uvědomělé pěstování je dosud v plenkách, pro vědecký svět byla „znovuobjevena“ v roce 1985 při studiu stravování hominidů. Roste pouze v západní části centrální Afriky, ve státech Nigérie, Kamerun, Gabon, Středoafrická republika, Konžská republika, Demokratická republika Kongo a Angola.

## Popis
Pentadiplandra brazzeana se vyskytuje ve dvou formách, buď jako keř dosahující výšky 5 m nebo jako liána šplhající do 20 m. V keřovité formě má rozvětvené kořeny rostoucí do hloubky, jako liána má v zemi rozměrnou hlízu. Její jednoduché střídavé listy, s palisty které postupně uvadnou, mají řapík dlouhý 0,5 až 1 cm. Listové čepele jsou eliptické až obkopinaté, mají klínovitou bází a zašpičatělý vrchol, dlouhé bývají od 5 do 15 cm a široké od 1,5 do 5 cm. Jejich lysý povrch je barvy tmavě zelené, matný nebo lesklý. S hlavní zpeřené žilky čepele odbočuje 5 až 11 párů postranních žilek.
Je to rostlina jednodomá, mnohomanželná, jedná rostlina mívá květy oboupohlavné a současně i jednopohlavné. Květy na stopkách dlouhých 1 až 2 cm jsou 5četné, pravidelné, vyrůstají z úžlabí listů a vytvářejí hroznovitá květenství. Eliptické až obkopinaté volné kališní lístky jsou dlouhé 0,5 až 1 cm a jsou barvy zelené s fialovým okrajem. Vývoj kalichu je postupný, všechny lístky nevyrůstají současně. Kopinaté neb obkopinaté volné korunní lístky jsou délky 2 až 2,5 cm, mají barvu bílou až nažloutlou. Květní lůžko je protaženo v androgynofor. Volných tyčinek s postupně dozrávajícím pylem bývá 10 až 13, nitky jsou tenké, dlouhé 6 mm. Prašníky podélně se otevírající jsou poměrně malé. Synkarpní gyneceum je složeno ze 4 až 5 plodolistů, semeník je svrchní, krátká čnělka má bliznu se 4 nebo 5 laloky. Placentace je nákoutní. V samčích květech jsou zakrnělé semeníky, v samičích zase tyčinky.
Pentadiplandra brazzeana začíná nakvétat v lednu a postupně kvete několik měsíců. Keřovité rostliny mají dobu dozrávání největšího množství dužnatých plodů v červnu až červenci, liánovité v srpnu až září. Plod je bobule kulovitého tvaru s průměrem od 3,5 do 5 cm, v době zralosti je červená, růžová nebo strakatě šedá. Bobule obsahuje velice sladkou vláknitou dužinu, která během zrání mění barvu ze zelené na růžovou. V dužině jsou rozptýlena semena ledvinovitého tvaru, která jsou naopak velice trpká. Hominoidi sladkou dužinu ústy vysávají a nechutná semena vyplivují; to je nejpřirozenější cesta rozšiřování této zvláštní rostliny nejen ve volné přírodě, ale i v okolí lidských obydlí.
Rostlina však poskytuje jen nemnoho plodů. Neotrhané plody neopadají, shnijí na stromě, slouží pak jako dočasná hnízdiště stromových mravenců.

## Využití
Prozkoumáním rostliny Pentadiplandra brazzeana byly objeveny dva „sladké“ proteiny brazzein a pentadin (nesplést s „pentadien“, uhlovodíkem, který samovolně vzniká např. mikrobiálním rozkladem kyseliny sorbové při nesprávné konzervaci potravin).
Brazzein je velmi jednoduchý, skládá se jen z 54 aminiokyselin a je 2000krát sladší ve srovnání s 2 % vodného roztoku sacharózy, pentadin je sladší 500krát. Oba jsou rozpustné ve vodě a teplotně stabilní. Pocit sladkosti je vyvoláván až reakci v ústech, nastupuje poněkud se zpožděním a déle přetrvává. Neobsahuje téměř žádné kalorie a může být významným konkurentem ostatním „umělým“ sladidlům. Genovou manipulací se podařilo protein zabudovat do kukuřice a předpokládá se, že z 1 t kukuřice se získá 1 kg brazzeinu. Počátkem roku 2008 ještě nebyla udělena povolení pro používání brazzeinu v potravinách ve Spojených státech ani v Evropské unii.
V oblastech výskytu rostliny Pentadiplandra brazzeana se v místním léčitelství používá rozdrcených kořenů, hlíz a kůry k léčbě mnoha neduhů, od malárie přes kapavku, epilepsii, revmatismus, zuby, zápal plic, používá se v porodnictví, slouží jako afrodiziakum.